# Марченко, Юлия Геннадьевна
Ю́лия Генна́дьевна Ма́рченко (белор. Юлія Генадзьеўна Марчанка; род. 26 июня 1980, Минск) — российская актриса театра, кино и телевидения.

## Биография
- Марченко Юлия Геннадьевна родилась в Минске 26 июня 1980 года.
- После окончания школы работала в модельном агентстве «Тамара». В 1998 году на конкурсе «Мetropolitain TopModel Belarus» была удостоена премии «Лицо нового века». В мае 2000 года по итогам всебелорусского конкурса дизайнеров, моделей и модельных агентств «Белая амфора» была признана лучшей моделью Беларуси.
- В 2000 году поступает в Театральный институт имени Щукина на курс Е. В. Князева в Москву.
- На третьем курсе получает главную роль в фильме «Убить вечер» (режиссёр Елена Жигаева) и роль Ани в постановке Эймунтаса Някрошюса «Вишневый сад» по одноимённой пьесе А. П. Чехова. В 2004 году за эту роль становится Лауреатом премии «Московские дебюты» в номинации «Лучшая женская роль в драматическом театре».
- По окончании института в 2004 году принимает приглашение В. В. Фокина, художественного руководителя Александринского театра в Санкт-Петербурге и входит в число ведущих артистов труппы.
- C 2020 года — актриса Большого драматического театра имени Г. А. Товстоногова

## Театральные работы
|                                                      |  | Год       |  | Название                                 | Театр                                                      | Режиссёр                  | Автор                                              | Роль                              |
| ---------------------------------------------------- |  | --------- |  | ---------------------------------------- | ---------------------------------------------------------- | ------------------------- | -------------------------------------------------- | --------------------------------- |
|                                                      |  | 2025      |  | Утиная охота                             | Большой драматический театр имени Г. А. Товстоногова       | Антон Федоров             | А.Вампилов                                         | Галина                            |
|                                                      |  | 2024      |  | Холопы                                   | Большой драматический театр имени Г. А. Товстоногова       | Андрей Могучий            | П.П.Гнедич С.Щагина                                | Глафира                           |
|                                                      |  | 2023      |  | Три толстяка. Эпизод 2. Железное сердце  | Большой драматический театр имени Г. А. Товстоногова       | Андрей Могучий            | Юрий Олеша                                         | Дева-Смерть                       |
|                                                      |  | 2023      |  | Три толстяка. Эпизод 1. Восстание        | Большой драматический театр имени Г. А. Товстоногова       | Андрей Могучий            | Юрий Олеша                                         | Дева-Смерть                       |
|                                                      |  | 2023      |  | Губернатор                               | \| Большой драматический театр имени Г. А. Товстоногова \| | Андрей Могучий            | Леонид Андреев                                     | Настасья                          |
|                                                      |  | 2022      |  | Женщина и Мозг                           | Большой драматический театр имени Г. А. Товстоногова       | Кирилл Вытоптов           | Александра Денисова                                | Зина                              |
|                                                      |  | 2021      |  | Что делать                               | Большой драматический театр имени Г. А. Товстоногова       | Андрей Могучий            | Николай Гаврилович Чернышевский                    | Жюли                              |
|                                                      |  | 2021      |  | Бедные люди                              | Большой драматический театр имени Г. А. Товстоногова       | Антон Морозов             | Федор Михайлович Достоевский                       | Варвара Доброселова               |
|                                                      |  | 2020      |  | Я была в доме и ждала, чтоб дождь пришел | Большой драматический театр имени Г. А. Товстоногова       | Антон Морозов             | Лагарс, Жан-Люк                                    | Мать                              |
|                                                      |  | 2019      |  | Волнение                                 | Большой драматический театр имени Г. А. Товстоногова       | Иван Вырыпаев             | Вырыпаев, Иван Александрович                       | Натали Блуменштайн                |
|                                                      |  | 2017      |  | Крум                                     | Александринский театр                                      | Жан Беллорини             | Левин, Ханох                                       | Дупа                              |
|                                                      |  | 2017      |  | Мамаша Кураж и её дети                   | Александринский театр                                      | Терзопулос, Теодорос      | Брехт, Бертольт                                    | Катрин                            |
|                                                      |  | 2015      |  | Дороги                                   | Александринский театр                                      | Марат Гацалов             | Пушкин, Александр Сергеевич, Чехов, Антон Павлович | Нина Заречная, чтец               |
|                                                      |  | 2015      |  | Третий выбор                             | Александринский театр                                      | Валерий Фокин             | Толстой, Лев Николаевич                            | Лизаветка Андреевна Протасов      |
|                                                      |  | 2014      |  | Преступление. Часть1. Родион             | Боярские палаты                                            | Ерёмин, Олег Владимирович | Достоевский, Фёдор Михайлович                      | Порфирий Петрович                 |
|                                                      |  | 2014      |  | Солнечный удар                           | Александринский театр                                      | Ирина Керученко           | Иван Бунин                                         | Прекрасная Незнакомка             |
|                                                      |  | 2013      |  | Справедливость                           | Александринский театр                                      | Валерия Суркова           | Наталья Ворожбит                                   | Нина                              |
|                                                      |  | 2011      |  | Счастье                                  | Александринский театр                                      | Андрей Могучий            | А.Могучий и К.Филиппов                             | Фрекен Свет и Царица Ночи         |
|                                                      |  | 2011      |  | Гедда Габлер                             | Александринский театр                                      | Кама Гинкас               | Генрик Ибсен                                       | Теа Эльвстед                      |
|                                                      |  | 2009      |  | Дядя Ваня                                | Александринский театр                                      | Андрей Щербан             | Антон Павлович Чехов                               | Елена Андреевна                   |
|                                                      |  | 2009      |  | Изотов                                   | Александринский театр                                      | Андрей Могучий            | Михаил Дурненков                                   | Лиза                              |
|                                                      |  | 2008      |  | Женитьба                                 | Александринский театр                                      | Валерий Фокин             | Николай Васильевич Гоголь                          | Агафья Тихоновна                  |
|                                                      |  | 2007      |  | Чайка                                    | Александринский театр                                      | Кристиан Люпа             | Антон Павлович Чехов                               | Нина Заречная                     |
|                                                      |  | 2006—2010 |  | Царь Эдип                                | Александринский театр                                      | Теодорос Терзопулос       | Софокл                                             | Иокаста                           |
|                                                      |  | 2006      |  | Живой труп                               | Александринский театр                                      | Валерий Фокин             | Лев Николаевич Толстой                             | Маша, Лизвета Андреевна Протасова |
|                                                      |  | 2005      |  | Двойник                                  | Александринский театр                                      | Валерий Фокин             | Федор Михайлович Достоевский                       | Клара Олсуфьевна                  |
|                                                      |  | 2004—2005 |  | Маленькие трагедии                       | Александринский театр                                      | Григорий Козлов           | Александр Сергеевич Пушкин                         | Лаура и Луиза                     |
|                                                      |  | 2004—2005 |  | Ангажемент                               | Александринский театр                                      | Александр Галибин         | Ю.Князев и Антон Павлович Чехов                    | Софья и Нина Заречная             |
|                                                      |  | 2003—2006 |  | Вишневый сад                             | Проект Фонда Станиславского и театра Мено Фортас           | Эймунтас Някрошюс         | Антон Павлович Чехов                               | Аня                               |
| Большой драматический театр имени Г. А. Товстоногова |  |           |  |                                          |                                                            |                           |                                                    |                                   |

## Фильмография
1. 2004 — Убить вечер — Люба
2. 2005 — Большое зло и мелкие пакости — Маруся Суркова
3. 2005 — Кодекс чести-2 — Маша
4. 2005 — Лебединый рай — Юля
5. 2006 — Моя Пречистенка — Верочка
6. 2006 - Валерий Фокин. Испытание
7. 2007 — Юнгфрау — Римма
8. 2009 — Первый дом — учительница
9. 2011 — Как тебя зовут — Татьяна
10. 2012 — Преступница — Елена
11. 2012 — Лунная соната — Саша
12. 2012 — Завтра как вчера или нострадамус — мама Боримэ
13. 2013 — Пепел — мама Риты
14. 2013 — Горюнов — Полина Горюнова
15. 2014 — Ладога — Вера
16. 2014 — Железная старуха — Она
17. 2014 — Нимфа — Лена
18. 2015 — Синдром Петрушки — Катя, мать Пети
19. 2015 — Фронт — Анна
20. 2015 - Лучше не бывает
21. 2016 — Хармс (фильм) — Порет, Алиса Ивановна
22. 2016 — Что и требовалось доказать — Наталья Голубева
23. 2016 — Кумир — Татьяна
24. 2016 — Sпарта — Людмила Михайловна Царёва, завуч \ директор школы
25. 2016 — Двое против смерти — Елена
26. 2017 — Горюнов-2 — Полина Горюнова
27. 2017 — Тусовщица — Елена
28. 2018 — Алиби (телесериал) — Яна Садилова
29. 2018 — Гоголь. Вий — Мать Гоголя
30. 2018 — Гоголь. Страшная месть — Мать Гоголя
31. 2018 — Тест на беременность-2 — Мария Замятина
32. 2018 — Крылья империи — Мария Львовна
33. 2018 — Одна жизнь на двоих — Милена
34. 2018 — Знахарь — Ольга Поспелова
35. 2019 — Гоголь — Мать Гоголя
36. 2019 - Кумир
37. 2019 - Смерть на языке цветов
38. 2019 - Тест на беременность-2
39. 2020 - В шаге от рая
40. 2020- Горюнов-2
41. 2020 — Зови меня Дрозд — Мама
42. 2020 — Герда — Мама
43. 2020 — Немцы (Фатерланд) — Саша
44. 2020 — Сентенция — Смотрительница дома престарелых
45. 2020 - Алиса. Волнение
46. 2021- Бег улиток
47. 2021- Номер 69
48. 2021 - Почка
49. 2021 — Вертинский — Надежда Вертинская
50. 2021 — Воскресенский — Дарья Алексеевна Бобылёва
51. 2021 - Спросите медсестру
52. 2021 - Чиновница
53. 2022 - 1000 дешевых зажигалок
54. 2022 — Химера — Аля
55. 2022 — Без правил — Катя
56. 2022 - Карамора
57. 2022 - Чужие знакомые люди
58. 2023 -  Бизон: Дело манекенщицы
59. 2023 - Блондинка
60. 2023 - Водоворот
61. 2023 — Фандорин. Азазель — Екатерина фон Эверт-Колокольцева
62. 2023 - ГДР
63. 2023 -  Контакт. Второй сезон
64. 2023 -  Мёрзлая земля
65. 2023 — Снег, сестра и росомаха — Напарница
66. 2023 — Убить Риту — мама Риты
67. 2023 — Отпуск в октябре
68. 2023 — Поедем с тобой в Макао
69. 2023 - Почка-2
70. 2023 - Черное облако
71. 2024 - Вечная зима
72. 2024 - Лгунья
73. 2024 - Преступление и наказание
74. 2024 — Жар-птица — актриса
75. 2025 — Аутсорс — Алла Линчук
76. 2025 — Этерна — Мирабелла Окделл
77. 2025 - Государь
78. 2025 - Опасная близость
79. 2025 -Девка-баба:кукла-чародейка
80. 2025 - Почка-3

## Награды
- 2021 ― премия IV ФЕСТИВАЛЯ ПОПУЛЯРНЫХ КИНОЖАНРОВ "ХРУСТАЛЬНЫЙ ИСТОЧНИК" за лучшую женскую роль в фильме "Зови меня Дрозд".
- 2013 — номинация на премию Золотая маска в категории «Лучшая роль второго плана» за роль Теа Эльвстед в спектакле «Гедда Габлер», режиссёр Кама Гинкас
- 2013 — номинация на "Молодежную премию «Прорыв» в категории «Лучшая женская роль второго плана» за роль Теа Эльвстед в спектакле «Гедда Габлер», режиссёр Кама Гинкас
- 2012 — номинация на премию Золотой софит в категории «Лучшая женская роль второго плана» за роль Теа Эльвстед в спектакле «Гедда Габлер», режиссёр Кама Гинкас
- 2011 — лауреат Молодежной премии «Прорыв» в номинации «Лучшая женская роль» за роль Лизы в спектакле «Изотов», режиссёр Андрей Могучий
- 2011 — благодарность Министра культуры РФ за большой вклад в развитие театрального искусства, многолетнюю творческую работу и в связи с 255-летием Александринского театра
- 2011 — номинация на премию Золотая маска в категории «Лучшая женская роль» за роль Елены Андреевны в спектакле Александринского театра «Дядя Ваня», режиссёр Андрей Щербан
- 2008 — номинация на премию Золотой софит в категории «Лучшая женская роль» за роль Агафьи Тихоновны в спектакле Александринского театра «Женитьба», режиссёр Валерий Фокин
- 2005 — премия Сбербанка России по итогам сезона 2004—2005 гг., Александринский театр
- 2004 — премия Московские дебюты в категории «Лучшая женская роль в драматическом театре» за роль Ани в спектакле «Вишневый сад», совместный проект Фонда Станиславского и театра Мено Фортас, режиссёр Эймунтас Някрошюс
- 2003 — номинация на премию Чайка в категории «Прорыв года» за роль Ани в спектакле «Вишневый сад», совместный проект Фонда Станиславского и театра Мено Фортас, режиссёр Эймунтас Някрошюс